# Птерокарија
Име рода птерокарија потиче од грчких речи, πτερον - крило и κάρυον – орах због изгледа плода крилате орашице. Род обухвата шест врста листопадног, једнодомог дрвећа из источне и југозападне Азије.

## Опис
Гранчице имају лествичасту срж; терминални пупољци су дугуљасти, голи или са 2-4 љуспе које се преклапају. Листови су непарно- или парноперасто сложени са 5-21 (-25) лиски, назубљених маргина. Цвасти висеће ресе бочно или терминално на прошлогодишњим или овогодишњим леторастима; мушке и женске цвасти одвојене: мушке ресе појединачне, бочно, на прошлогодишњим леторастима или у основи овогодишњих; женске ресе терминалне на овогодишњим леторастима. Мушки цветови са целим приперком, две брактеоле, 4 чашична листића и 5-18 прашника, антере голе или маљаве; женски цветови са малим приперком и две брактеоле срасле са плодником, али при врху слободне, чашица четвороделна, стубић кратак, жиг са ресицама, дворежњевит. Плодна реса издужена, висећа. Плод двокрила орашца четвороока у дну. Клијање епигеично, котиледони четворорежњевити ређе дворежњевити.

## Врсте
| Изглед | Научни назив            | Народни назив           | Ареал                                |
| ------ | ----------------------- | ----------------------- | ------------------------------------ |
|        | Pterocarya fraxinifolia | Кавкаска птерокарија    | Кавказ и Елбрус у југозападној Азији |
|        | Pterocarya hupehensis   | Хубејска птерокарија    | Централна Кина                       |
|        | Pterocarya macroptera   | Крупнокрила птерокарија | Западна и југозападна Кина           |
|        | Pterocarya rhoifolia    | Јапанска птерокарија    | Јапан, источна Кина (Шандонг)        |
|        | Pterocarya stenoptera   | Кинеска птерокарија     | Кина                                 |
|        | Pterocarya tonkinensis  | Тонкиншка птерокарија   | јужна Кина (Јунан), Индокина.        |